# Cosmorhoe interponenda
Cosmorhoe interponenda là một loài bướm đêm trong họ Geometridae.